# Erodium sublyratum
Erodium sublyratum là một loài thực vật có hoa trong họ Mỏ hạc. Loài này được Samp. mô tả khoa học đầu tiên năm 1912.